# Адлер, Георг
Георг А́длер (нем. Georg Adler; 28 мая 1863, Позен, Пруссия, — 11 июня 1906, Берлин, Германская империя) — немецкий экономист и педагог.
Учился в Базеле и Фрайбурге. Преподавал в Кильском университете в должности профессора. В соответствии с выбранными им исследовательскими приоритетами его можно отнести к исторической школе. Помимо экономических исследований он посвятил себя истории идей и проблемам социализма. Особое значение в своей работе стала публикация "основных работ социализма и социальной политики"  (1904) .
Автор широкого круга работ по социальной истории и экономике. Сообщалось о его симпатиях к идеям Фридриха Ницше.

## Избранная библиография
- «Geschichte der sozialpolitischen Arbeiterbewegung in Deutschland» (Бреслау, 1885);
- «Grundlagen der Marx’schen Kritik der bestehenden Volkswirtschaft» (Тюбинген, 1887);
- «Die Frage der internazionalen Arbeiterschutzes» (Мюнхен, 1888);
- «Sozialreform und Kaufmannschaft» (1890);
- «Die Aufgaben des Staates angesichts der Arbeitslosigkeit» (ib., 1894);
- «Basels Sozialpolitik in neuester Zeit» (Тюбинген, 1896);
- «Sozialreform im Altertum» (Йена, 1898);
- «Geschichte des Sozialismus und Kommunismus» (I т., Лейпциг, 1899);
- «Zukunft der soz. Frage» (1900);
- «Epochen der deutschen Handwerkerpolitik» (1903).